# 阿南達克里什南冰川
75°32′S 140°5′W / 75.533°S 140.083°W
阿南達克里什南冰川（英語：Anandakrishnan Glacier）是南極洲的冰川，位於瑪麗伯德地，流經斯特勞斯冰川以北的魯珀特海岸，全長30公里，以賓夕法尼亞州立大學的地球物理學家命名。